# Бялата гвардия (роман)
 Тази статия е за романа.  За военното формирование вижте Бяла гвардия.  
„Бялата гвардия“ (на руски: Белая гвардия) е роман на руския писател Михаил Булгаков. Сюжетът, включващ множество автобиографични елементи, е развит около съдбата на семейство от средната класа в Киев по време на Украинската революция.
Написан вероятно през 1923 – 1924 година, той започва да излиза през април 1924 година в подлистници в списание „Русия“, което обаче е спряно преди пълната публикация. Първата пълна публикация на книгата е във Франция, в два тома, излезли през 1927 и 1929 година, а първото пълно издание в Русия излиза едва през 1966 година, дълго след смъртта на автора. Междувременно през 1926 година Булгаков преработва романа в пиесата „Дните на Турбини“, която през следващите години се играе с голям успех в Московския художествен академичен театър.